# Archelaos của Cappadocia
Archelaos (tiếng Hy Lạp: Άρχέλαος, mất năm 17) là một hoàng tử chư hầu của La Mã và là vị vua cuối cùng của Cappadocia.

## Gia đình và thời niên thiếu
Archelaos là một nhà quý tộc Hy Lạp -Cappadocia, có thể là gốc Macedonia. Tên đầy đủ của ông là Archelaos Sisines. Ông là con trai cả, mang tên của vua chư hầu La Mã và giáo sĩ tối cao,Archelaus, thuộc nhà nước tôn giáo của Comana, Cappadocia và Glaphya. Cha của Archelaos phục vụ như là Tư tế tối cao của Nữ thần chiến tranh La Mã, Bellona. Archelaos đã có một em trai được gọi là Sisines.
Ông nội của Archelaos, còn được gọi là Archelaos, là người đầu tiên trong gia đình của mình là tư tế tối cao và vua chư hầu của nhà nước tôn giáo của Comana, Cappadocia. Ông nội của ông tuyên bố là hậu duệ của vua Mithridates VI của Pontus. Theo biên niên sử,ông nội của ông, có thể là một cháu trai bên họ ngoại của vua Pontos, người cha của ông Archelaus, đã là vị tướng lĩnh được sủng ái của Mithridates VI, người có thể đã kết hôn với một trong các con gái của Mithridates VI.
Năm 47 trước công nguyên, nhà độc tài La Mã Gaius Julius Caesar sau khi kết thúc chiến thắng quân sự chống lại tam hùng Pompey, tước đoạt và lật đổ cha ông khỏi chức linh mục cao và vua cai trị Comana. Cha của ông đã được thay thế bởi một nhà quý tộc người Hy Lạp gọi là Lycomedes. Pompey đã bảo trợ gia đình của họ và bổ nhiệm ông nội của ông như là vua giáo sĩ tối cao của nhà nước tôn giáo của Comana. Một thời gian sau, cha ông qua đời.
Sau cái chết của cha mình; Archelaos, mẹ và em trai của ông vẫn ở Cappadocia. Mẹ của ông có thể được xem như là quả phụ của vua ở Comana. Ít thông tin được biết đến về cuộc sống ban đầu của Archelaus. Trước khi được trở thành vua, Archelaus phục vụ như một giáo sĩ ở Comana.

## Glaphyra, Marcus Antonius, và kế vị ngai vàng
Năm sau, mẹ của Archelaos, Glaphyra trở thành một trong những tình nhân của tam hùng La Mã Marcus Antonius. Glaphyra là một Hetaera,, mà là một từ tiếng Hy Lạp cổ đại chỉ gái mại dâm. Mẹ của ông đã nổi tiếng và được tổ chức một lễ hội tôn vinh vẻ đẹp của bà.
Vị Tam hùng này đã rơi vào tình yêu với mẹ của Archelaos. Thông qua vẻ đẹp của mình, Glaphyra đã ảnh hưởng và khiến Antonius chỉ định và đưa Archelaus con trai của bà lên làm vua của Cappadocia. Trong năm 36 TCN, Antony Archelaos loại bỏ và sau đó hành quyết vua Cappadocia là Ariarathes X khỏi ngai vàng của ông và biến Archelaos trở thành người kế vị của Ariarathes X. Mẹ ông dường như là một phụ nữ quyền lực tại Triều đình Hoàng gia và trong nền chính trị ở Cappadocia.

## Làm vua
Sau khi Archelaos lên ngôi vàng Cappadocia, danh hiệu hoàng gia của ông trong tiếng Hy Lạp là: Άρχέλαος Φιλοπατρίς Κτίστης, Archelaus Philopatris Ktistes. Philopatris Ktistes, có nghĩa trong tiếng Hy Lạp là người tình và người sáng lập của quốc gia mình. Tiêu đề hoàng gia của ông được biết đến từ những chữ khắc còn sót lại và đặc biệt từ tiền xu. Trong giai đoạn đầu tiên của triều đại Archelaus,ông cưới người vợ đầu tiên của mình, người mà thông qua cuộc hôn nhân với ông trở thành nữ hoàng của Cappadocia.